# Porphyrostachys
Porphyrostachys är ett släkte av orkidéer. Porphyrostachys ingår i familjen orkidéer.
Kladogram enligt Catalogue of Life:
| Porphyrostachys | \| \| Porphyrostachys parviflora \| \| \| \| \| \| Porphyrostachys pilifera \| \| \| \| |
|                 | \| \| Porphyrostachys parviflora \| \| \| \| \| \| Porphyrostachys pilifera \| \| \| \| |
|                 | Porphyrostachys parviflora                                                              |
|                 |                                                                                         |
|                 | Porphyrostachys pilifera                                                                |
|                 |                                                                                         |